# Consuella Moore

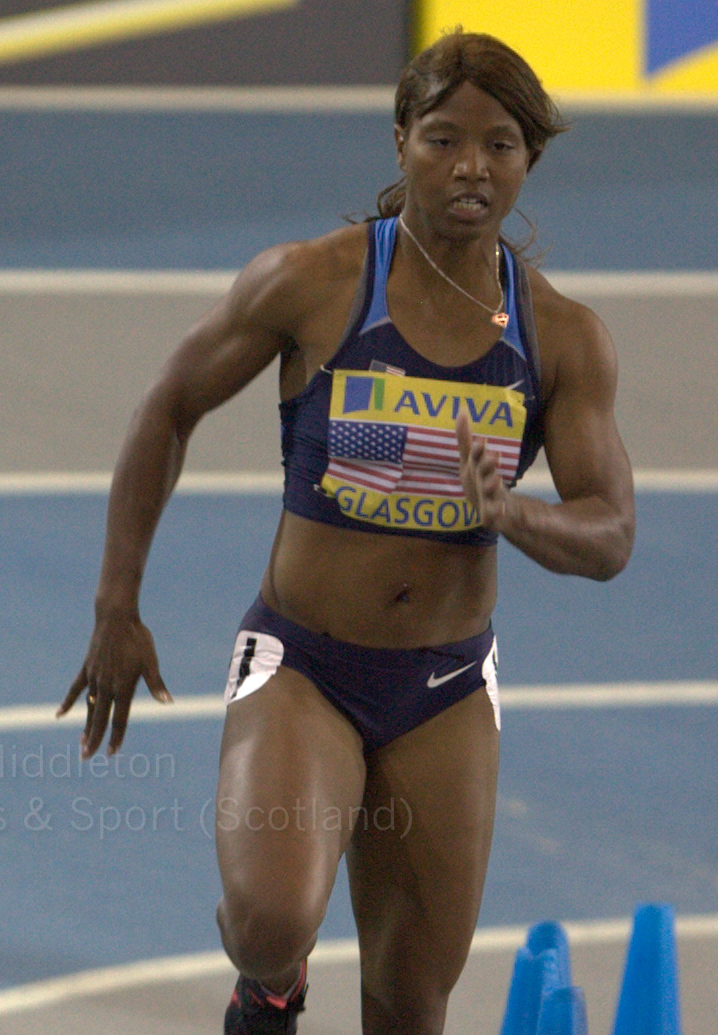
Consuella Moore

Consuella „Connie“ Moore (* 29. August 1981 in Chicago) ist eine US-amerikanische Sprinterin.
2003 siegte sie bei den Panamerikanischen Spielen in Santo Domingo in der 4-mal-100-Meter-Staffel.
2010 wurde sie über 200 m US-Meisterin und Vierte beim Leichtathletik-Continental-Cup in Split.

## Persönliche Bestzeiten
- 60 m (Halle): 7,27 s, 29. Februar 2004, Iowa City
- 100 m: 11,21 s, 31. Mai 2003, Fairfax
- 200 m: 22,40 s, 27. Juni 2010, Des Moines
  - Halle: 22,60 s, 12. März 2004, Fayetteville